# にっぽん原風景紀行
『にっぽん原風景紀行』（にっぽんげんふうけいきこう）はBSジャパンで放送されていたドキュメント番組・紀行番組・旅番組。2009年1月7日放送開始。俳優1名がナビゲーターとなり、日本のどこかにある知られざる原風景を旅する番組。1人につき1つの都道府県を訪れているが、まれに2つの県に行く俳優もいる。ナレーションは俳優の平田満が担当。
2014年3月24日をもって終了。

## 放送局
| 放送地域 | 放送局      | 放送期間                                                                               | 放送日時                                                 | 放送系列              | 備考   |
| -------- | ----------- | -------------------------------------------------------------------------------------- | -------------------------------------------------------- | --------------------- | ------ |
| 日本全域 | BSジャパン  | 2009年1月7日 - 2010年3月31日 2010年4月9日 - 2013年3月22日 2013年4月8日 - 2014年3月24日 | 水曜 20:00 - 20:54 金曜 20:00 - 21:00 月曜 21:00 - 22:00 | テレビ東京系列 BS放送 | 制作局 |
| 福岡県   | TVQ九州放送 | 2012年8月11日 -                                                                        | 土曜 5:00 - 5:55                                         | テレビ東京系列        |        |
| 奈良県   | 奈良テレビ  | 2012年1月18日 - 2014年7月2日                                                           | 水曜 8:30 - 9:25                                         | 独立局                |        |
| 滋賀県   | びわ湖放送  | 2012年9月4日 -                                                                         | 火曜 12:00 - 12:55                                       | 独立局                |        |
| 岐阜県   | 岐阜放送    | 2012年11月5日 -                                                                        | 月曜 21:00 - 21:55                                       | 独立局                |        |

BSジャパンでの再放送は「にっぽん原風景紀行傑作選」として、2014年4月より日曜日の11:00 - 11:52に放送している。2013年10月より2014年3月まで午前の時間帯にて火曜日から金曜日の10:08 - 11:00に、2011年7月13日から月曜日から金曜日までの午後の時間帯に2012年3月30日までは16:00 - 16:52に、2012年4月2日からは2013年9月25日まで15:00 - 16:00に放送されていた。2013年9月30日に月曜日の10:08 - 11:00に放送した。
過去に2009年4月7日 - 2011年3月29日の期間毎週火曜11:59 - 12:54で再放送された。
2012年9月23日・30日にテレビ大阪（テレビ東京系列）で「日曜イベントアワー」として放送された。
2012年12月31日（月曜日）にはテレビ北海道（テレビ東京系列）でも北海道を取り上げた回を2本立てにして6:00 - 7:55に単発放送された。